# Buncrana
Buncrana (irisch Bun Cranncha) ist eine Kleinstadt mit 3279 Einwohnern (2022), die auf der Halbinsel Inishowen in der Republik Irland liegt. Die Bevölkerungszahl der Agglomeration beträgt 6971. Buncrana liegt an der Westküste der Halbinsel direkt am Lough Swilly, einem fjordartigen Meeresarm, der die Halbinsel im Westen von der restlichen Grafschaft Donegal trennt.

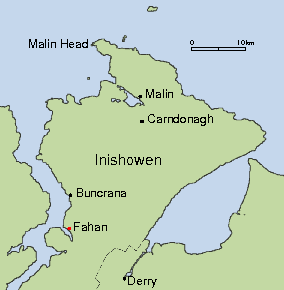
Die Halbinsel Inishowen

Buncrana ist nach Letterkenny und deutlich vor Donegal Town die zweitgrößte Stadt der Grafschaft Donegal und nur 22 km entfernt vom nordirischen Derry City, mit dem Buncrana durch Lough Swilly Bus mehrmals täglich verbunden wird.
Die Stadt ist der wirtschaftliche Mittelpunkt der Region, bietet jedoch kaum besondere Sehenswürdigkeiten. Das aus dem Jahr 1799 stammende Neds Point Fort liegt etwas westlich der Stadt. In der St. Mary’s Road befindet sich eines der ältesten noch betriebenen Kinos in Irland mit einer Jugendstil-artig restaurierten Fassade.
Bekannteste Persönlichkeiten aus Buncrana sind der Bluegrass-Musiker John Cutliffe sowie der Dramatiker Frank McGuinness und der Schauspieler Ray McAnally. Im Mai 1991 wurde Eddie Fullerton, ein Ratsmitglied von Sinn Féin, in Buncrana ermordet, und im Juli 2010 ereignete sich nahe Buncrana der schwerste Straßenverkehrs-Unfall seit Beginn der Aufzeichnungen in Irland mit acht Todesopfern.
Die Schließung eines Callcenters in Buncrana im August 2010 führte zum Verlust von 100 Arbeitsplätzen und wurde von Bürgermeister Pádraig McLoughlin als „a major blow to an area already struggling with unemployment and emigration“ bezeichnet.